# Love Don't Cost a Thing (filme)
Love Don't Cost a Thing (Amor de Aluguel, no Brasil) é uma comédia adolescente de 2003. Trata-se de uma refilmagem de Namorada de Aluguel, de 1987.

## Sinopse
Alvin (Nick Cannon) pretende parar de ser chamado de "perdedor" no seu colégio e resolve ser uma pessoa popular. Oportunamente, ele se oferece para consertar o carro da mãe da rainha da popularidade da escola, Paris (Christina Milian), e ainda resolve lhe dar 1.500 dólares se ela aceitar fingir ser sua namorada por dois meses.

## Elenco
- Nick Cannon como Alvin Johnson
- Christina Milian como Paris Morgan
- Steve Harvey como Clarence Johnson
- Al Thompson como Ted
- Ashley Monique Clark como Aretha Johnson
- Elimu Nelson como Dru Hilton
- Gay Thomas como Judy Morgan
- Kal Penn como Kenneth Warman
- Kenan Thompson como Walter Colley
- Kevin Christy como Chuck Mattock
- Melissa Schuman como Zoe Parks
- Nichole Robinson como Yvonne Freeman
- Reagan Gomez-Preston como Olivia
- Sam Sarpong como Kadeem
- Vanessa Bell Calloway como Vivian Johnson
- Nicole Scherzinger como ela mesma

## Bilheteria
O filme estreou em 4 lugar no raking nas bilheterias dos EUA  faturando $ 6,315,311 de dólares em seu primeiro fim de semana de abertura, somente atrás dos filmes Stuck on You, The Last Samurai, e Something's Gotta Give.

## Produção
As cenas da escola foram filmadas na Long Beach Polytechnic High School em Long Beach, Califórnia.

## Recepção
O filme recebeu na maior parte revisões negativas, conquistando 13% no Rotten Tomatoes levando o consenso "um remake obsoleto, desnecessário de Can not Buy Me Love ". Pelo contrário, Roger Ebert , crítico de cinema do Chicago Sun-Times , deu ao filme uma avaliação positiva de três estrelas depois de dar o original, não pode comprar-me amor , apenas metade de uma estrela.

## Prêmios e indicações

### 2004 BET Comedy Awards
- Diretor excelente para um filme Box Office - Troy Beyer (nomeado)

### 2004 Teen Choice Awards
- Choice Breakout Movie Star, Female — Christina Milian (nomeado)
- Choice Movie, Date Movie (nomeado)
- Choice Movie Chemistry — Christina Milian, Nick Cannon (nomeado)
- Choice Movie Liar — Nick Cannon (nomeado)
- Choice Movie Liplock — Christina Milian, Nick Cannon (nomeado)